# Ткачёв, Лев Александрович
Лев Александрович Ткачёв (29 февраля 1936 — 21 или 23 января 2003) — артист эстрады, чтец, педагог, народный артист России, член Союза журналистов СССР.

## Биография
23 февраля 1981 — Заслуженный артист РСФСР.
22 июня 1987 — Народный артист РСФСР.
Выпускник Дальневосточного института искусств (Владивосток).
Основатель и Профессор кафедры сценической речи Дальневосточного института искусств (Владивосток).
1959—1965 — корреспондент Приморского комитета по радиовещанию и телевидению, автор и ветущий теле- и радиопередачи "Для воинов Советской армии и флота".

## Эстрадные программы
- «Синяя весна»
- «Знакомый ваш Сергей Есенин»
- «От сердца - к сердцу»
- «Лермонтов-Евтушенко»
- «Метель» (А. С. Пушкин)
- «Париж… Татьяне Яковлевой…» (литературно-документальная композиция по творчеству В. В. Маяковского)

## Моноспектакли
- «Граф Нулин» (А. С. Пушкин) (Хабаровское телевидение)